# Jan-Carl Raspe
Jan-Carl Raspe (Seefeld, 24 juli 1944 – Stuttgart, 18 oktober 1977) was een Duitse terrorist, aangesloten bij de links extremistische Rote Armee Fraktion (RAF).

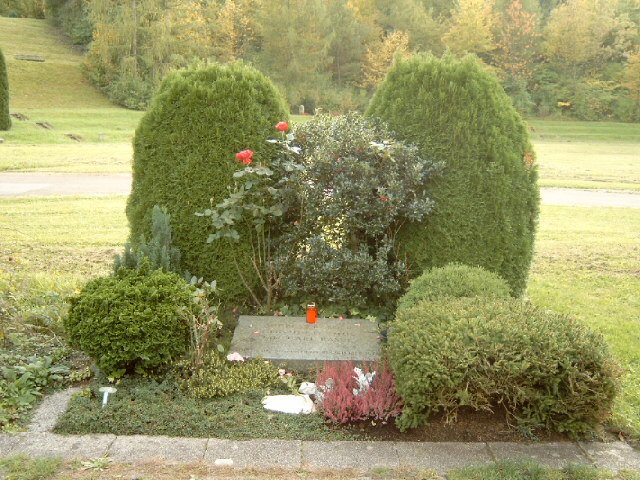
Graf van Baader, Raspe en Ensslin.

Jan-Carl Raspe groeide op in Oost-Berlijn. Toen de Berlijnse Muur in 1961 werd gebouwd, was hij in West-Berlijn. Hij bleef hier bij zijn oom en tante wonen. In 1963 behaalde hij zijn middelbareschooldiploma en ging scheikunde studeren aan de Vrije Universiteit van Berlijn. Een jaar later stapte hij over op sociologie en studeerde daarin cum laude af. In 1967 was hij medeoprichter van de Kommune II; hier leerde hij ook Marianne Herzog kennen, een vriendin van Ulrike Meinhof. In deze tijd werkt hij ook als verslaggever en doet verslag van het bezoek van de Amerikaanse vicepresident Hubert Humphrey aan West-Berlijn, en een mislukte ludieke aanslag op hem (de 'Pudding-Aanslag'). Voorts houdt het verzet tegen de Noodwetten hem bezig, en demonstreert hij ook tegen het bezoek van de sjah van Perzië, waarbij de student Benno Ohnesorg doodgeschoten wordt door de politie. In 1969 stapt hij uit Kommune II en trekt conclusies uit dit, volgens hem, in menselijk opzicht positieve maar door politieke isolatie mislukte experiment.
Ergens einde 1970 trad hij toe tot de "Baader-Meinhof Groep". Op 1 juni 1972 werd Raspe na een schotenwisseling, samen met Andreas Baader en Holger Meins door de politie in Frankfurt am Main gearresteerd. Hij werd ervan verdacht betrokken te zijn bij het Mei-Offensief en uiteindelijk tot levenslang veroordeeld voor zijn betrokkenheid bij een reeks bomaanslagen die aan vier mensen het leven kostte. Ook werd hij verdacht van een bankoverval en bij een inbraak in een gemeentehuis om documenten te stelen. 
Op 18 oktober 1977 werd Jan-Carl Raspe met een schotwond in zijn hoofd aangetroffen in zijn cel, met een vuurwapen naast zich. In het ziekenhuis overleed hij. Ook Andreas Baader en Gudrun Ensslin werden dood in hun cel aangetroffen, terwijl Irmgard Möller ernstig gewond was door steekwonden. De Duitse overheid stelt dat ze alle drie zelfmoord pleegden; een lezing die door onder meer de Nederlandse advocaat Pieter Bakker Schut en de Duitse publicist Helge Lehmann bestreden werd.

## Publicatie
- J.K. Raspe et.al.: Kommune 2, Versuch der Revolutionierung des bürgerlichen Individuums, Berlin, 1969.